# Joseph Klausner
Joseph Gedaliah Klausner (Valkininkai Olkeniki, 20 agosto 1874 – Gerusalemme, 27 ottobre 1958) è stato uno storico israeliano di origine lituana.
Redattore capo dell'Encyclopedia Judaica e candidato alle prime elezioni presidenziali israeliane del 1949, è stato inoltre il prozio di Amos Oz.

## Biografia

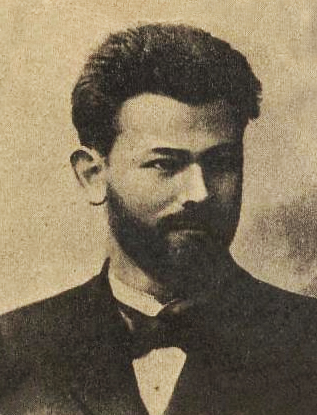
Joseph Klausner, 1910

Nacque a Valkininkai Olkeniki, in Lituania. All'inizio del XX secolo la sua famiglia lasciò il paese a causa del crescente antisemitismo (sebbene Amos Oz racconti che la ragione della partenza fu la salute precaria di sua nonna) e si trasferì a Odessa, dove vivevano i parenti più stretti e dove il giovane Klausner studiò. Frequentò circoli scientifici, letterari e sionistici. Klausner divenne un attivista sionista e conobbe Theodor Herzl. Nel 1902 conseguì il dottorato in filosofia all'Università di Heidelberg, in Germania.
In 1912 visitò la Palestina per la prima volta, e vi si trasferì nel 1919. Nel 1925 divenne professore di letteratura ebraica all'Università di Gerusalemme. Si occupò della storia del periodo del Secondo Tempio. Pur non essendo un ebreo ortodosso, osservava lo Shabbath e le norme dietetiche kasher. Aveva un'ampia conoscenza della letteratura talmudica e midrashica.
Fu membro del circolo degli attivisti politici sionisti russi di Odessa, che includeva Vladimir Žabotinskij e Menachem Ussishkin. Pur non essendo un attivista politico, fu a lungo vicino al partito revisionista sionista. Klausner contribuì significativamente all'educazione sionista del Betar, il movimento giovanile revisionista, e ai movimenti giovanili in generale. Con il suo retroterra accademico d'esperto di storia ebraica, fu anche attivo nella stampa sionista, schierandosi di rado dalla parte della dirigenza maggioritaria; questo lo condusse in prima linea nella rabbia ebraica per il fallimento della focolare ebraico in Palestina. Nel luglio del 1929 Klausner creò il Comitato pro-Muro del Pianto per difendere i diritti ebraici e risolvere i problemi relativi all'accesso e all'accomodamento del culto ebraico presso il Muro Occidentale. Così, a seguito dei disordini successivi, la sua casa nel quartiere di Talpiot venne distrutta.
Klausner fu un ardente sionista, ma fu più volte in disaccordo con Chaim Weizmann. I due uomini furono candidati alle prime elezioni presidenziali in Israele quale candidato di Herut (il partito di Menachem Begin), ma fu Weizmann a prevalere.
Amos Oz scrisse di suo prozio nell'autobiografia "Una storia di amore e di tenebra".

## L'opera
Uno dei suoi saggi storici più importanti fu dedicato alla figura di Gesù. Il libro Gesù di Nazareth (1922), e il suo seguito, Da Gesù a Paolo (1939), lo resero celebre. In queste opere Klausner sostenne come Gesù fosse da considerare un ebreo e un israelita che cercò di riformare la religione e che morì da ebreo devoto. Il suo moralismo etico si scontrò con il rigido formalismo farisaico. Paolo fu invece un ebreo diasporico che mescolò l'ebraismo con influssi ellenistici, creando così le basi del cristianesimo. Questa tesi gli attirò le critiche degli storici cristiani ed ebrei. Il libro venne ritenuto informativo dal sacerdote anglicano Herbert Danby, che lo tradusse dall'ebraico in inglese. Molti clericali criticarono a loro volta Danby per la traduzione di questo libro controverso, tanto da chiederne il richiamo da Gerusalemme.

## Opere
- Geschichte der neuhebräischer Literatur. Berlino, Jüdischer Verlag, 1921 [ed. italiana: Storia della letteratura neo-ebraica. Roma, Stock, 1926];
- Yeshu ha-Notzri. Zemano, hayav, ve-torato. Gerusalemme, Shtibel, 1922 [ed. inglese: Jesus of Nazareth. His life, times, and teaching, a cura di Herbert Danby. New York, Macmillan, 1925];
- Mi-Yeshu ʻad Paulus. Tel Aviv, Masadah, 1939 [ed. inglese: From Jesus to Paulus, a cura di Herbert Danby. New York, Macmillan, 1943];
- Menahem Ussishkin, his life and work. Londra, The Joint Zionist Publication, 1940;
- Ha-Raʻyon ha-meshiḥi be-Yiśraʼel: Me-reshito ṿe-ʻad ḥatimat-ha-Mishnah. Tel Aviv, Masadah, 1950 (ed. inglese: The messianic idea in Israel: from its beginning to the completion of the Mishnah. New York, Macmillan, 1955].

## Premi e riconoscimenti
- Nel 1941 e nel 1949: Premio Hayim Nahman Bialik per il pensiero ebraico.
- Nel 1958: Premio Israele in studi ebraici.
- Nel 1982 lo Stato d'Israele emise un francobollo con la sua effigie.